# 仲間りょう
仲間 りょう（なかま りょう、本名：仲間亮、1990年  - ）は、日本の漫画家。男性。沖縄県宮古島市出身。沖縄県立芸術大学中退。

## 来歴
1990年、現在の沖縄県宮古島市で生まれる。2010年、砂漠に住む未来の人間を描いた『ヒルコネトロ』で第22回黒潮マンガ大賞（高知新聞）入選。2012年2月、本気で漫画家を志すために、那覇市の実家から通っていた沖縄県立芸術大学を中退する。中退後約1年間はストーリー漫画を描いていたが、「何か違うな」と思いギャグ漫画を描くようになる。
アルバイトで資金を貯め、2013年1月に上京。2013年3月に仲間が初の持ち込みで読切『磯部磯兵衛物語〜浮世はぬるいよ〜』を持ち込み週刊少年ジャンプ編集部で評価される。
2013年6月、『ONE PIECE』の代理原稿として『磯部磯兵衛物語〜浮世はつらいよ〜』『磯部磯兵衛物語〜浮世はぬるいよ〜』が2週連続で『週刊少年ジャンプ』（集英社）に掲載され、デビューを果たす。その後、複数の読切を経て、『週刊少年ジャンプ』にて『磯部磯兵衛物語〜浮世はつらいよ〜』を毎週2話掲載→1話掲載で2013年47号から2017年46号まで連載した。
『磯部磯兵衛物語〜浮世はつらいよ〜』は少年ジャンプ史上初めて連載開始と同時にアニメ化が発表され、『ジャンプLIVE』（集英社）でFlashアニメが配信された。また、本編の連載と並行して『少年ジャンプNEXT!!』（集英社）2014 vol.2 - vol.5でも番外編を連載した。
2020年9月、連載2作目の『高校生家族』が『週刊少年ジャンプ』にて2020年40号から2023年12号まで連載された。

## 人物
好きなギャグ漫画は『ギャグマンガ日和』『世紀末リーダー伝たけし!』『とっても! ラッキーマン』など。
小学生の頃、天才ビットくん（NHK教育テレビ）にパラパラアニメを投稿して採用されたことがある。デビューから1年で連載に漕ぎ着け、「異例のスピード出世」を果たす。

## 作品
凡例
- 太字は連載作品
- 掲載誌はいずれも集英社。収録はいずれも『磯兵衛』の単行本
- 〈掲載誌〉WJ：週刊少年ジャンプ、NEXT!!：少年ジャンプNEXT!!、J+：少年ジャンプ+、0：週刊少年ジャンプ0、最強：最強ジャンプ（いずれも集英社）、GIGA：ジャンプGIGA、(再)：再録

| タイトル                                                       | 形式 | 掲載誌                                               | 収録       | 備考                         |
| -------------------------------------------------------------- | ---- | ---------------------------------------------------- | ---------- | ---------------------------- |
| 磯部磯兵衛物語〜浮世はつらいよ〜                               | 読切 | WJ 2013年26号 0赤号(再)                              | 1巻        | デビュー作                   |
| 磯部磯兵衛物語〜浮世はぬるいよ〜                               | 読切 | WJ 2013年27号                                        | 1巻        | 赤塚賞投稿作品               |
| 知恵熱!!タビットさん                                           | 読切 | WJ 2013年30号                                        | 2巻        |                              |
| 磯部磯兵衛物語〜スマホがほしいよ〜                             | 読切 | WJ 2013年34号                                        | 1巻        |                              |
| 磯部磯兵衛物語〜スマホがやばいよ〜                             | 読切 | WJ 2013年36号                                        | 1巻        |                              |
| 磯部磯兵衛物語〜浮世はつらいよ〜                               | 連載 | WJ 2013年47号 - 2017年46号 NEXT!! 2014 vol.2 - vol.5 | 1巻 - 16巻 | 代表作 2024年にドラマ化      |
| うんちねこんち                                                 | 連載 | J+ 2015年1月20日（前編） J+ 2015年1月27日（後編）    | -          | 前後編                       |
| Canvas                                                         | 読切 | WJ 2017年4・5合併号                                  |            |                              |
| レッツ＆ゴースト                                               | 読切 | 最強 2017年7月号                                     |            |                              |
| 磯部磯兵衛物語〜浮世はつらいよ〜 特別番外編 拙者はサラリーマン | 読切 | J+ 2018年1月4日                                      |            |                              |
| リカのじかん                                                   | 読切 | WJ 2018年23号                                        |            |                              |
| 高校生家族                                                     | 連載 | WJ 2020年40号 - 2023年12号                           |            |                              |
| ゴミ捨て場の決戦〜迷子の研磨くん〜                             | 読切 | GIGA 2024 WINTER                                     |            | 『ハイキュー!!』応援読み切り |